# 景美集應廟
24°59′30″N 121°32′31″E / 24.991702513944922°N 121.54196655313446°E
景美集應廟，是位於臺灣臺北市文山區景行里的雙忠（即張巡、許遠）廟，由安溪高姓宗族所建，廟身為直轄市定古蹟。

## 沿革

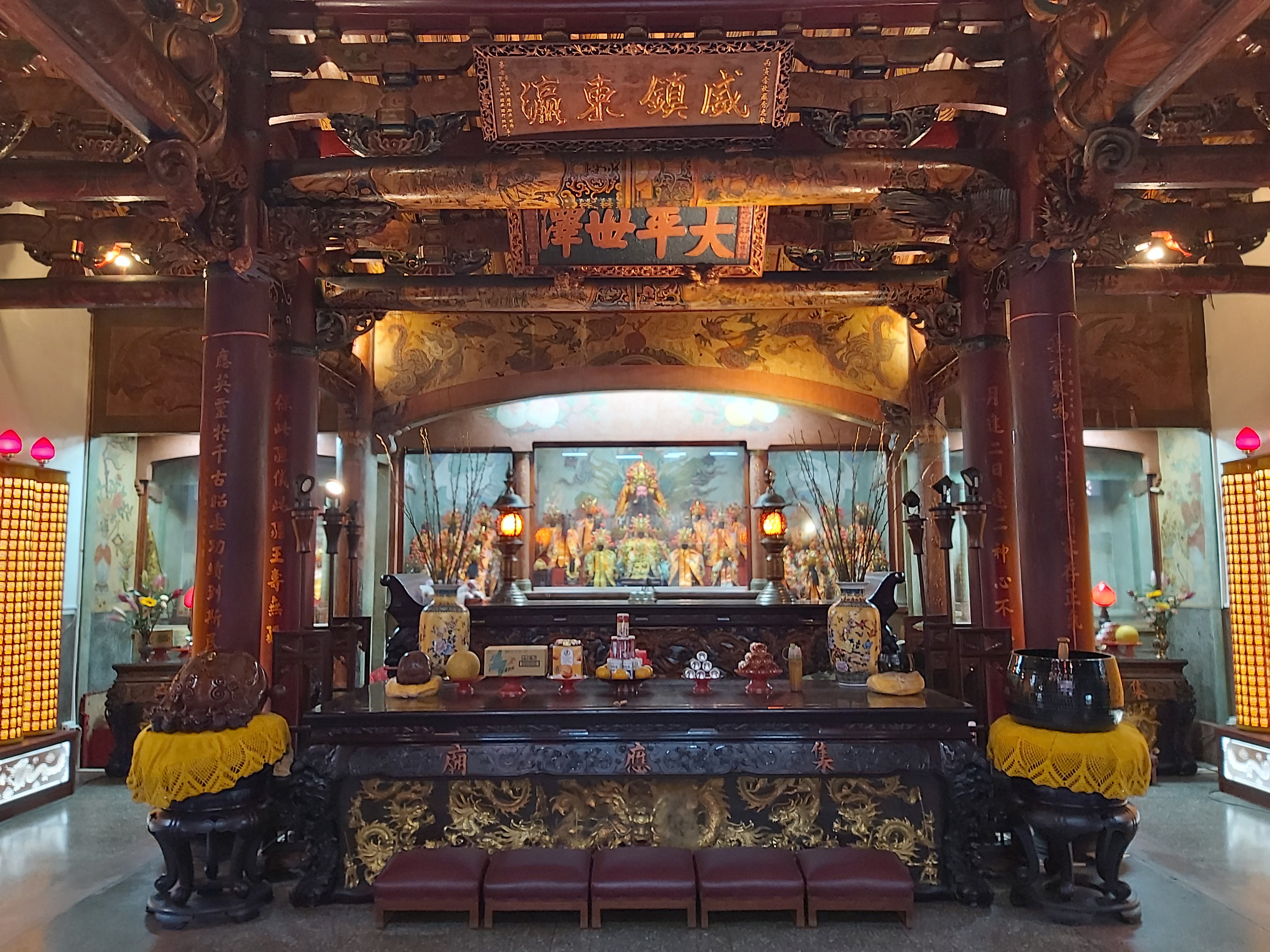
景美集應廟正殿

安溪人在文山地區以高、張、林為三大姓。相傳他們渡海至臺灣時以保儀尊王（尪公）為隨船神明，之後三姓分其保儀尊王神像、香爐、林氏夫人神像，日後在文山建立景美集應廟、木柵集應廟、萬隆集應廟這三座雙忠廟。其中景美集應廟是高姓族人於咸豐十年（1860年）在竹圍內（今景美國小南側）建立，同治六年（1867年）遷移至現址重建。大正十三年（1924年）重建後，格局為兩殿兩廊兩護龍。
今廟址為景美街卅七號，占地八百坪，周圍為景美市場，屬景行里。戰後時期初，不動產劃為三份，由高同記宗族、高萃記宗族及集應廟管理，兩側廂房原出租供人、轉租，並將廂房牆壁打通便利進出，破壞寺廟古蹟，四周空地被劃分了廿多個攤位，出租供人做飲食生意，早市、夜市都有。
2005年3月9日，歷經三年的整修，終於竣工，由台北市長馬英九到場上香。

## 祭祀
安溪人高姓宗族最早在臺灣建立的雙忠廟是北投集應廟，奉祀分祀出來的「二祖」，為感念宗族的發基地，他們每十年舉辦一次迎香祈福祭典，回景美集應廟將尊稱「老祖」的保儀大夫神像請回北投集應廟駐駕。景美集應廟的高姓信徒則每五年會至北投集應廟迎回神像、林氏夫人遶境。

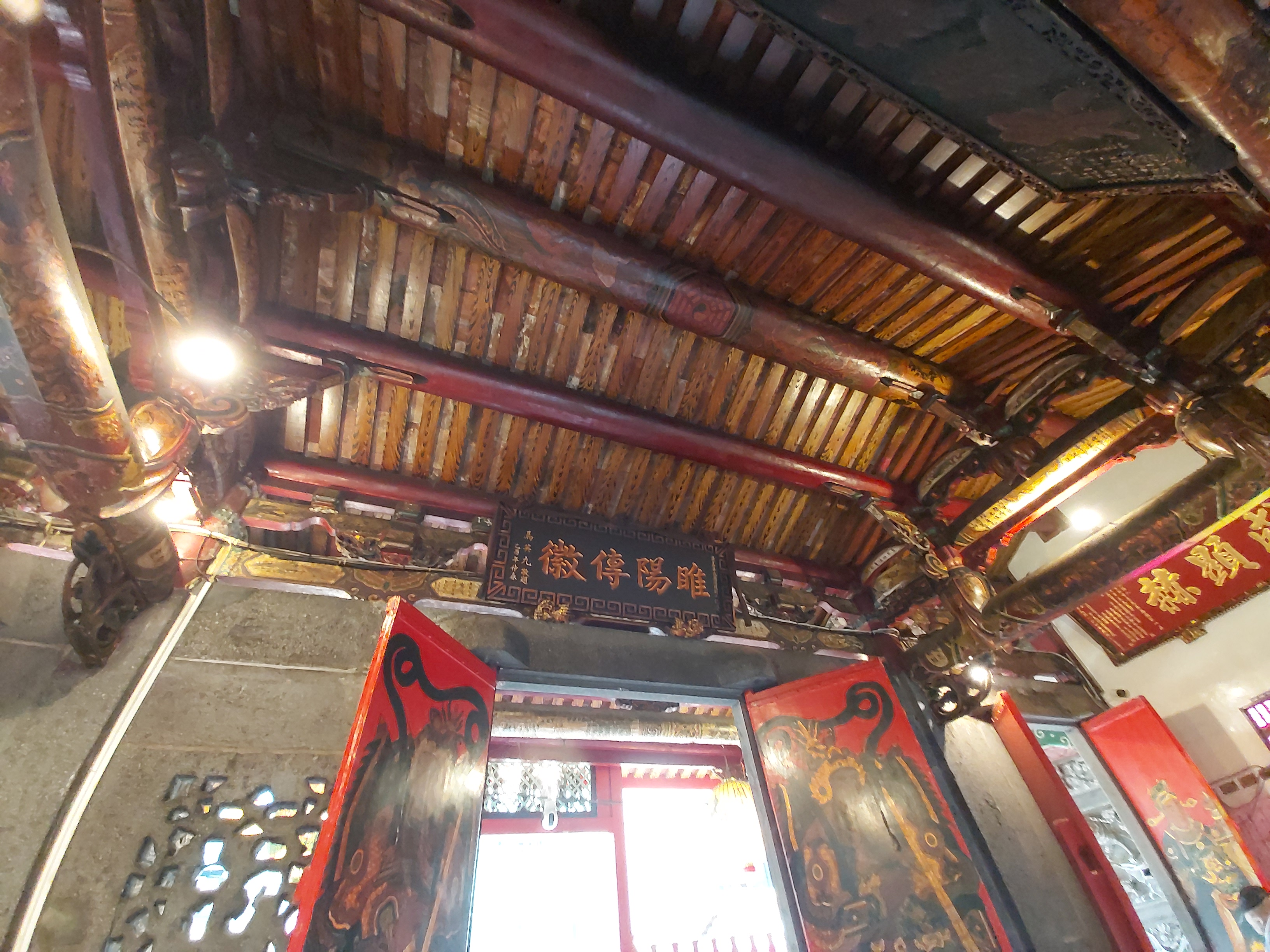
三川殿橫樑
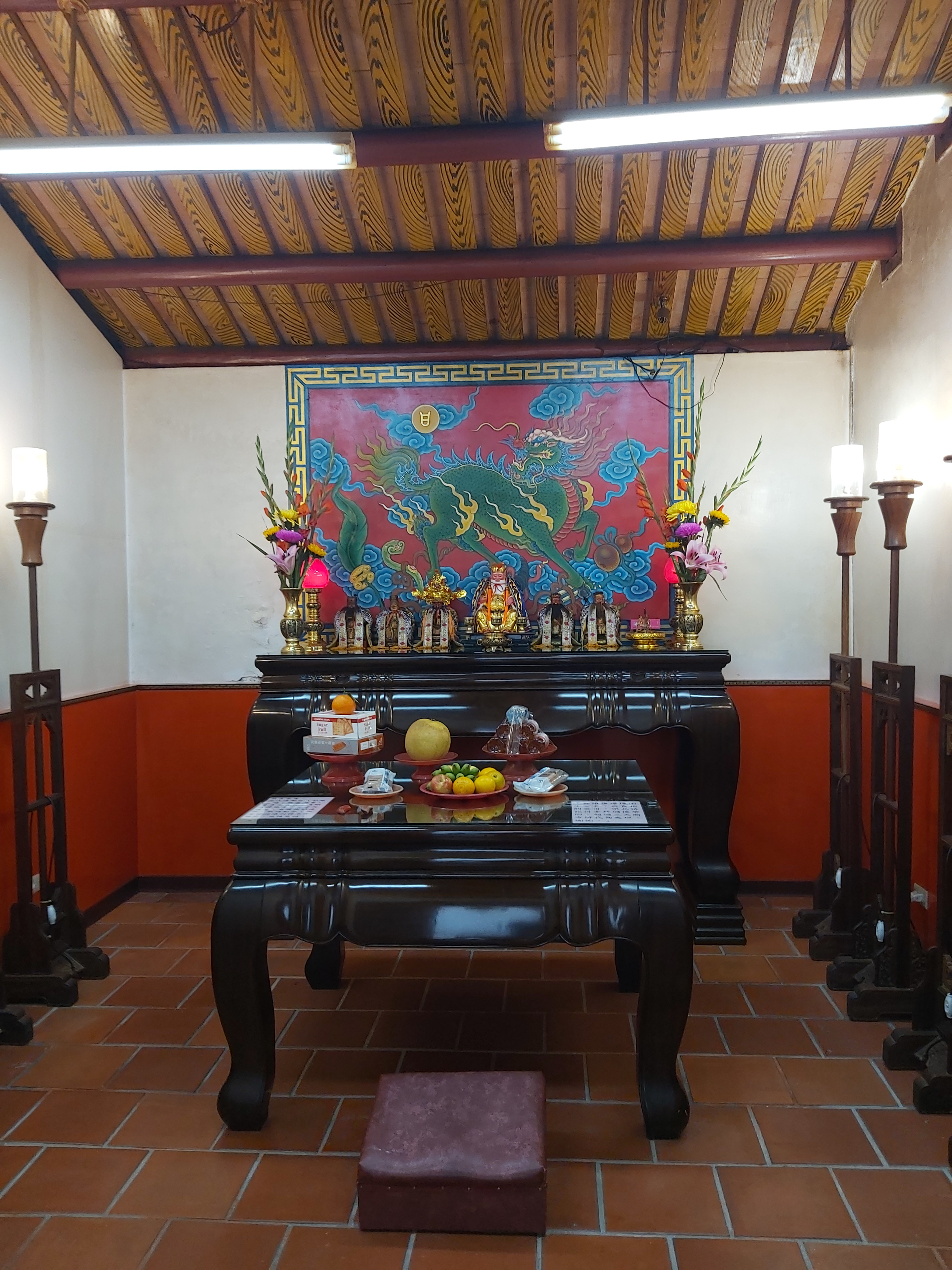
福德殿
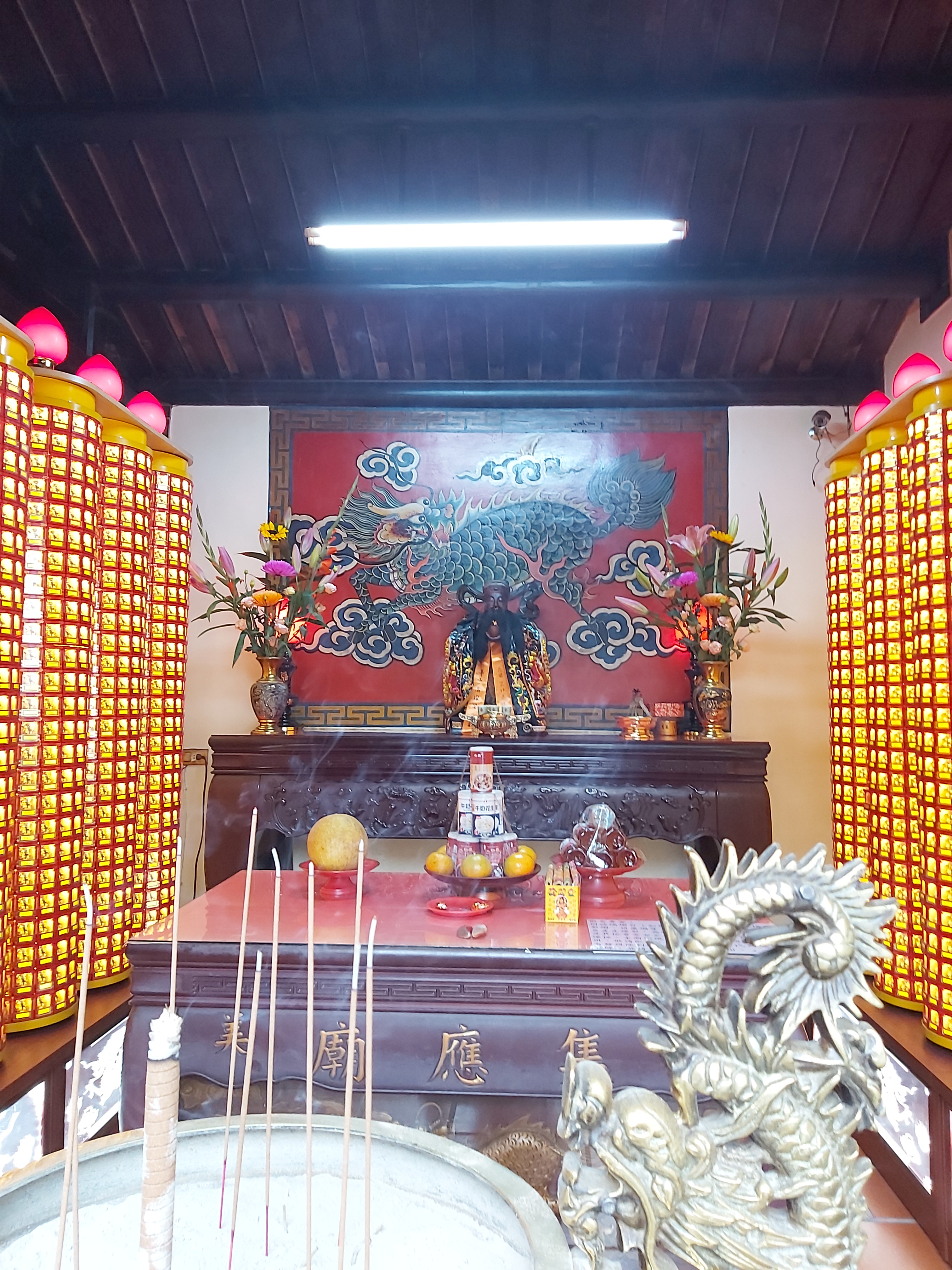
財神殿
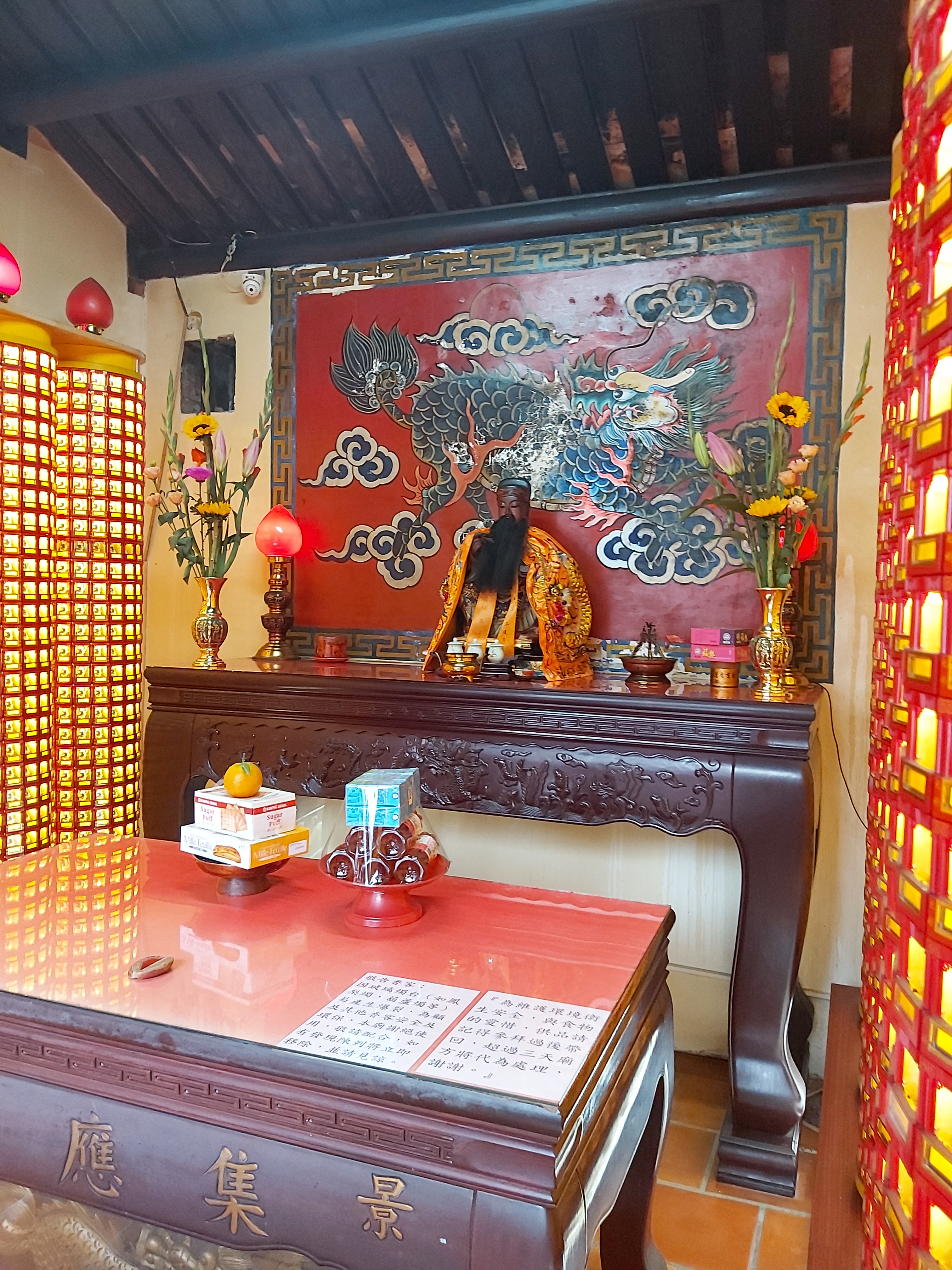
文昌殿
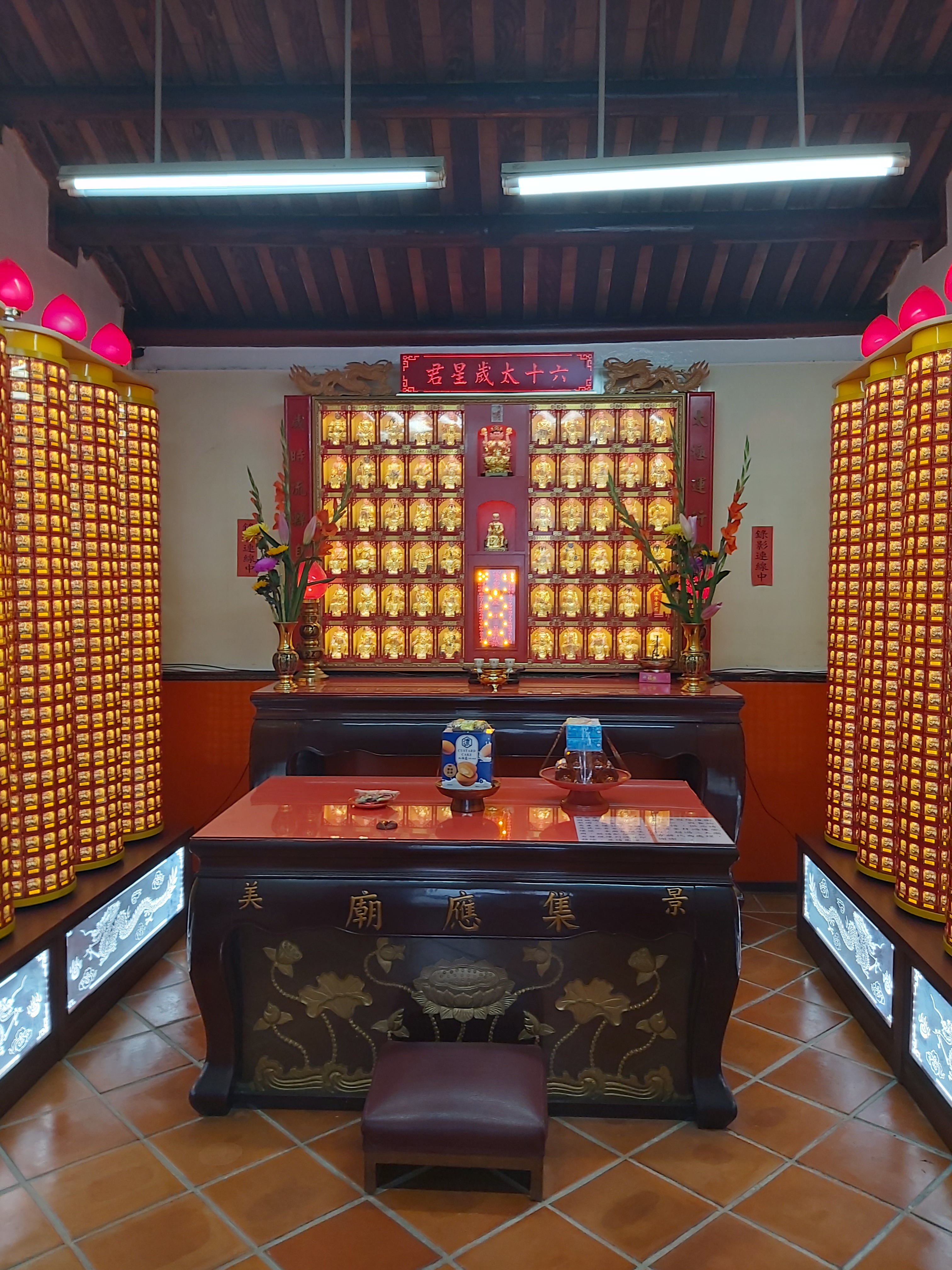
太歲殿

大安區並無傳統大廟，過去在農業社會時分成陂心、十二甲、昭和町、龍安陂、內埔仔庄等五庄頭，以五年為一輪，輪到的庄頭村民會去景美集應廟請神，以於農曆正月十四日回大安遶境。像是高玉樹也會來此廟祈求台北市長勝選。
新北市樹林區柑園地區的東園、西園、北園及柑園這四里，從日治時期開始有九月初一迎尪公的習俗，相傳當地農民秋收時有蟲害所苦，便遠赴木柵忠順廟、景美集應廟請來了保儀大夫、保儀尊王神像，在石頭溪一帶遶境保平安。
農曆十月十五日聖誕時，景美地區各廟宇會聯合遶境，也就是過去著名的「景尾大拜拜」。
日治時代，萬華有萬新鐵路可到景美。林衡道回憶，該時期大稻埕富商的妻子有組織姐妹會，會來景美集應廟膜拜安史之亂殺小妾作食物的張巡，以洩對丈夫納小妾的不滿。

## 外部連結
- 官方网站
- 景美集應廟的Facebook專頁